# Montcaub (Alta Garona)
Montcauv(francès Moncaup) és un municipi francès, situat a la regió d'Occitània, departament de l'Alta Garona.